# デヤン・サビチェビッチ
- デヤン・サビチェビッチ

デヤン・サヴィチェヴィッチ（セルビア語: Дејан Савићевић, ラテン文字転写: Dejan Savićević、1966年9月15日 - ）は、モンテネグロ（旧ユーゴスラビア）の元サッカー選手。ポジションはミッドフィールダー、フォワード。

## クラブ経歴
父親は駅長、幼少期には空手を習っていた。
サビチェビッチはOFKチトーグラードの下部組織でサッカーを学び、1982年にFKブドゥチノスト・チトーグラードへ入団し、16歳でリーグ戦デビューを飾った。1984-85シーズン、初めて試合に先発で起用された。1985-86シーズンは、リーグ戦32試合に出場し、10得点を決めた。1986-87シーズン、リーグ戦31試合で9得点を決めた。ブドゥチノストでは通算131試合で35得点。
1988年、22歳でレッドスター・ベオグラードへ移籍すると、ドラガン・ストイコビッチと共に観客を魅了するプレーを見せた。リーグ3連覇に貢献するなどクラブの全盛期を支えた。UEFAチャンピオンズカップ 1990-91では特にダルコ・パンチェフと良い連携を見せ、準決勝のFCバイエルン・ミュンヘン戦では1得点を決めるなど、優勝に貢献した。同年12月のインターコンチネンタルカップ 1991ではユーゴビッチの決勝ゴールとなった先制点をアシスト、自身は前半終了間際に退場処分を受けたが、チリのCSDコロコロを3-0で下しタイトルを獲得。この試合の少し前には、ユーゴビッチ、ミハイロビッチ、パンチェフらと、クラブとして世界王者になるまでは、レッドスターを去らないと約束しあっていた。同年のバロンドールでは同僚のパンチェフやローター・マテウスと同率の2位に選ばれた。
1991年12月にイタリアのACミランからオファーを受け、ルート・フリットとズボニミール・ボバンは放出すると聞き、更にスタメンを約束されたことでミランと契約した。この時、ユヴェントス、ASローマからもオファーを受けていた。1992-93シーズン、コッパ・イタリア2回戦のテルナーナ・カルチョ戦で公式戦デビュー、2得点1アシストを決め、リーグ2節のペスカーラ戦で先発でリーグ戦デビューを飾ると、その試合で2アシストを決めた。17節ジェノア戦で初ゴールを決めるなど、そのシーズンは17試合で7得点を決めた。しかし、ルート・フリットやマルコ・ファンバステンらといった6人の外国人を抱え、外国人出場枠の問題、更にミランのシステムがアタッキングMFを置かない4-4-2のシステムであったことも災いし、出場機会は多くなかった。
1993年のトヨタカップでは出場予定であったが、ミランが大会の外国人枠のレギュレーションを勘違いしたため、スタンド観戦となった。1993-94シーズン後半よりファビオ・カペッロ監督の信頼を得てレギュラーに定着、セリエA優勝、UEFAチャンピオンズリーグ優勝に貢献、UEFAチャンピオンズリーグ決勝のFCバルセロナ戦では22分に右サイドのドリブル突破からダニエレ・マッサーロの先制点をアシスト。47分にはミゲル・アンヘル・ナダルのトラップミスを見逃さず、アンドニ・スビサレッタの頭上を越すループシュートを決める活躍などで4-0でバルセロナに大勝しタイトル獲得に貢献した。
1994-95シーズン、準決勝第2戦のPSG戦では2得点、UEFAチャンピオンズリーグ 1994-95決勝進出に貢献したが、体調不良で決勝のアヤックス戦を欠場、チームは0-1で敗れた。1月15日のリーグ戦、バーリーとの対戦では4ゴールを奪った
1995-96年シーズン、ロベルト・バッジョが加入、どちらが背番号10番を背負うべきかの論争が起きたが、バッジョは「デヤン以外にミランの10番は考えられない。」と10番を譲った。この年、優勝を決めたフィオレンティーナ戦では、1ゴールを決めて優勝を果たした。
カペッロは「彼とは口論が絶えなかった。彼は練習も余りせず、ピッチでも手を抜いていた。そのためほかの選手は普段の2倍の運動量を強いられた。しかしそれでも彼を起用したのは、特別な才能が有ったからだ」と語った。
ミランでの最後の2シーズン、怪我で余り試合に出場できず、活躍を見せられなかった。1998年6月にミランを退団。翌1999年1月の古巣のレッドスター・ベオグラードに復帰し5か月間在籍。
1999-00シーズンからはオーストリアのラピード・ウィーンへ移籍し、2001年限りで現役を引退した。

## 代表経歴
ユーゴスラビア代表としては1986年10月29日のトルコ戦で代表デビュー、この試合で得点も決めた。代表やレッドスターでは親友でもあるドラガン・ストイコビッチに10番を譲って8番を着けることが多かったが、1988年3月30日に行われたイタリア戦（パオロ・マルディーニの代表デビュー戦）だけはサビチェビッチが10番、ストイコビッチが7番を着けてプレー。この試合でセンタリングから1アシストを記録した。なおクラブ・代表試合を含め2人が共に出場した試合でサビチェビッチが10番をつけた試合は後にも先にもこの試合だけである。
1990年のワールドカップ・イタリア大会では3試合に出場、準々決勝進出に貢献したが、代表としてはユーゴスラビア内戦による混乱などから国際舞台への出場を断たれた事もあり、UEFA EURO '92や1994年のワールドカップ・アメリカ大会など全盛期に開催された大会には出場成らず。キャリアの晩年に差し掛かった1998年のワールドカップ・フランス大会で2大会ぶりのワールドカップ出場を果たし、翌1999年に代表から退いた。

### 引退後
引退後の2001年にユーゴスラビア代表監督に就任したが、ワールドカップ・日韓大会予選では敗退。2003年6月に行われたUEFA EURO 2004予選、アゼルバイジャン戦を1-2で落とすと監督を辞任した。セルビア・モンテネグロ代表監督通算成績は4勝11敗2引き分けである。
2004年からはモンテネグロサッカー協会会長を務めている。

## 所属クラブ
- 1982-1988  ブドゥチノスト・チトーグラード
- 1988-1992  レッドスター・ベオグラード
- 1993-1998  ACミラン
- 1999  レッドスター・ベオグラード
- 1999-2001  ラピード・ウィーン

## 代表歴

### 出場大会
- ユーゴスラビア代表
  - 1990 FIFAワールドカップ (ベスト8)
  - 1998 FIFAワールドカップ (ベスト16)

### 試合数
- 国際Aマッチ 55試合 21得点（1986年-1999年）[11]

| ユーゴスラビア代表 | 国際Aマッチ | 国際Aマッチ |
| 年                 | 出場        | 得点        |
| ------------------ | ----------- | ----------- |
| 1986               | 1           | 1           |
| 1987               | 2           | 0           |
| 1988               | 4           | 3           |
| 1989               | 5           | 1           |
| 1990               | 5           | 0           |
| 1991               | 9           | 6           |
| 1992               | 1           | 0           |
| 1993               | 0           | 0           |
| 1994               | 2           | 0           |
| 1995               | 3           | 2           |
| 1996               | 6           | 4           |
| 1997               | 9           | 3           |
| 1998               | 4           | 0           |
| 1999               | 4           | 1           |
| 通算               | 55          | 21          |

## 指導歴
- 2001-2003  ユーゴスラビア代表監督

## タイトル

### レッドスター・ベオグラード
- ユーゴスラビア・プルヴァ・リーガ：1989-90, 1990-91, 1991-92
- ユーゴスラビアカップ：1989-90
- ユーゴスラビア / セルビア・モンテネグロカップ：1998-99
- UEFAチャンピオンズカップ：1990-91
- インターコンチネンタルカップ：1991

### ACミラン
- セリエA：1992-93, 1993-94, 1995-96
- スーペルコッパ・イタリアーナ：1993, 1994
- UEFAチャンピオンズリーグ：1993-94
- UEFAスーパーカップ：1994

### 個人
- ユーゴスラビア最優秀アスリート：1991
- ベオグラードスポーツ協会ベストスポーツマン賞：1991
- ユーゴスラビア最優秀選手：1995